# Kelly Johnson (Gitarristin)

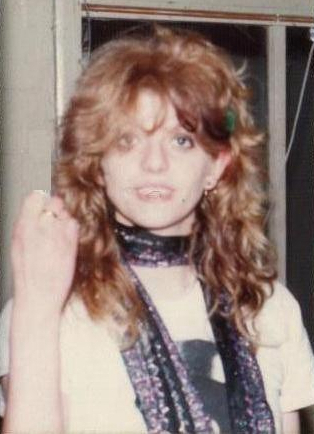
Kelly Johnson (1981)

Bernadette Jean „Kelly“ Johnson (* 20. Juni 1958 in London; † 15. Juli 2007 ebenda) war eine britische Musikerin. Sie war Gründungsmitglied, Gitarristin und Sängerin der New-Wave-of-British-Heavy-Metal-Band Girlschool.

## Leben
Kelly Johnson wuchs in London auf. Auf der Edmonton County School in Nord-London entdeckte sie ihr Interesse an Musik. Mit 19 stieg sie in die Band Painted Lady ein, die sich 1978 in Girlschool umbenannten. Mit Girlschool nahm Johnson vier Alben, mehrere Singles und die St. Valentine’s Day Massacre-EP (eine Kollaboration mit Motörhead) auf.
1984 verließ Johnson Girlschool und zog nach Los Angeles zu der The-Runaways-Bassistin Vicki Blue. Sie lernte in Amerika die Gebärdensprache und arbeitete mit Gehörlosen. In den 10 Jahren, die sie in Amerika verbrachte, versuchte sie erfolglos, wieder im Musikbusiness Fuß zu fassen. Ebenso wenig, wie sie eine Solokarriere starten konnte, gelang es ihr mit Ex-Painted Lady- und Go-Go’s-Mitglied Kathy Valentine eine neue Gruppe zu gründen.
1993 kehrte sie nach England und zu Girlschool zurück. Die Band tourte sieben Jahre und veröffentlichte mehrere Livealben. Zum letzten Mal zu hören ist Kelly Johnson auf dem Album 21st Anniversary – Not That Innocent, das ausschließlich neues Material beinhaltete. 2001, als bei ihr ein Knochentumor diagnostiziert wurde, verließ sie die Band. 2007 erlag sie ihrer Erkrankung.